# Gnuggbilder

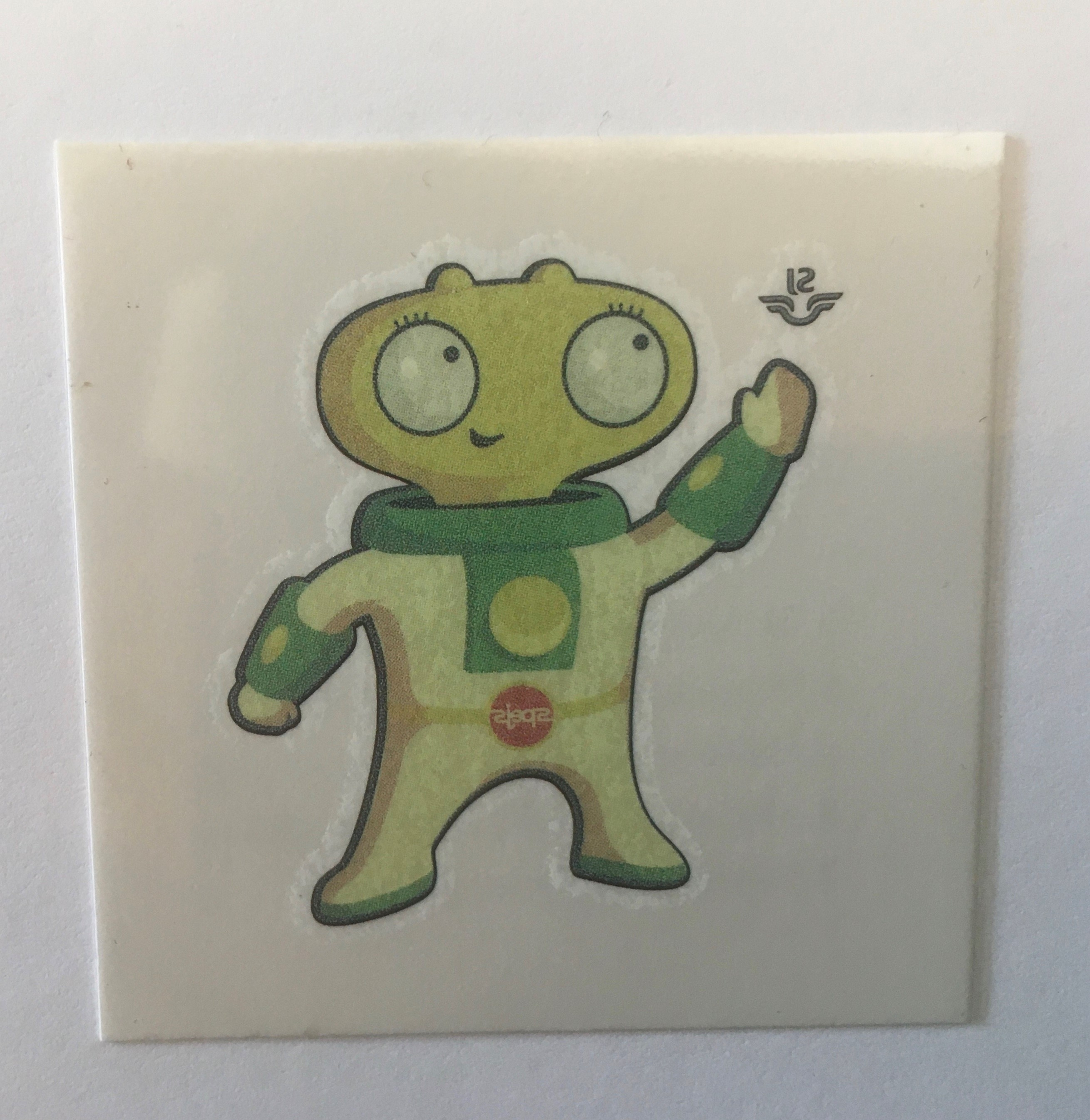
En gnuggis från SJ på Järnvägsmuseet.

Gnuggbilder, även kallat gnuggisar, är halvgenomskinliga bilder från ett bärark som gnuggas fast på underlaget. Det är främst ett tidsfördriv för barn. Motiven är ofta tecknade enligt ett visst tema, till exempel västern, rymden och seriefigurer. Ett känt varumärke av gnuggbilder i Sverige var Kalkitos.